# Targovichté (obchtina)
Pour l’article homonyme, voir Targovichté.
La commune de Targovichté (en bulgare Община Търговище - Obchtina Targovichté) est située dans le nord-est de la Bulgarie.

## Géographie
La commune de Targovichté est située dans le nord-est de la Bulgarie, au nord-est de la capitale Sofia. 
Son chef lieu est la ville de Targovichté et elle fait partie de la région de Targovichté.
| 2005   | 2008   | 2011   |
| ------ | ------ | ------ |
| 75 158 | 65 456 | 57 264 |

,

## Administration

### Structure administrative
La commune compte 1 ville (Targovichté) et 51 villages :
| - ville de Targovichté (obchtina) - Alvanovo - Aleksandrovo - Bayachevo - Bistra - Bojourka - Bratovo - Buynovo - Bouhovtsi - Cherkovna - Davidovo - Draganovets - Dralfa - Dalgatch - Golyamo Novo - Golyamo Sokolovo - Gorna Kabda | - Koprets - Kochnitchari - Kralevo - Krachno - Lilyak - Lovets - Makariopolsko - Makovo - Miladinovtsi - Mirovets - Momino - Nadarevo - Ovcharovo - Osen - Ostrets - Острец - 428 - Payduuchko - Пайдушко - 239 - Pevets - Певец - 176 | - Podgoritsa - Подгорица - 988 - Presselets - Преселец - 377 - Pressiyan - Пресиян - 233 - Pressyak - Пресяк - 212 - Probouda - Пробуда - 571 - Prolaz - Пролаз - 99 - Razboyna - Разбойна - 465 - Ralitsa - Ралица - 292 - Rosina - Росина - 336 - Rouets - Руец - 1,077 - Strazha - Стража - 771 - Saedinenie - Съединение - 367 - Tvardintsi - Tarnovtsa - Tsvetnitsa - Vardoun - Vassil Levski - Zdravets |

## Galerie

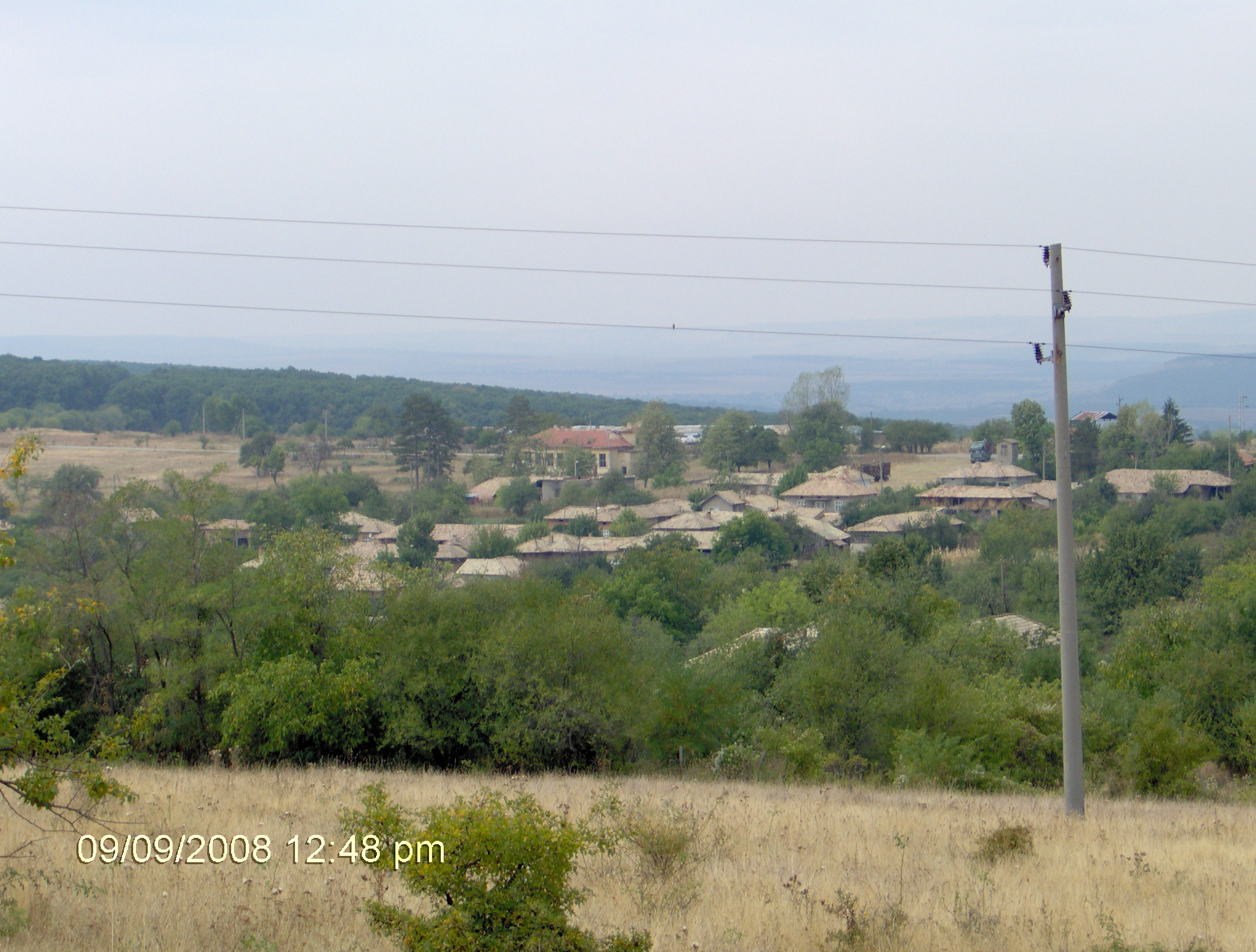
Vue du village de Kochnitchari
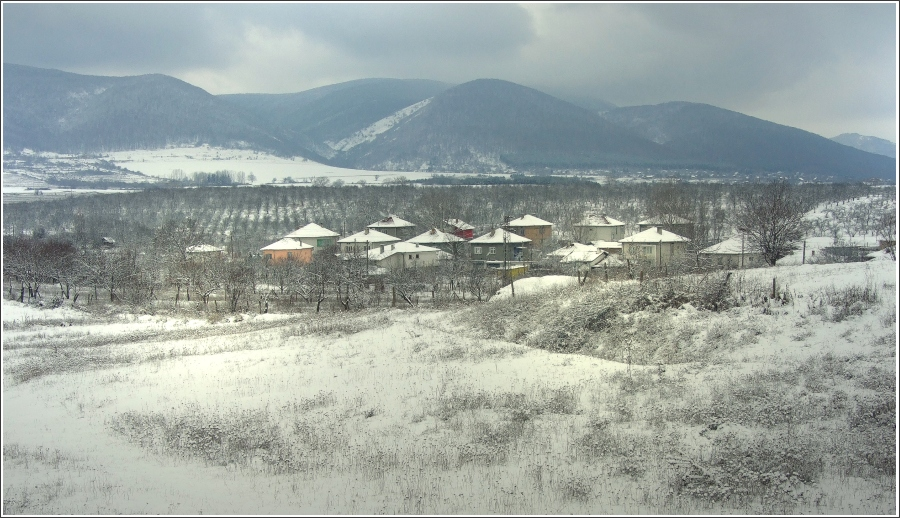
Vue du village de Razboïna
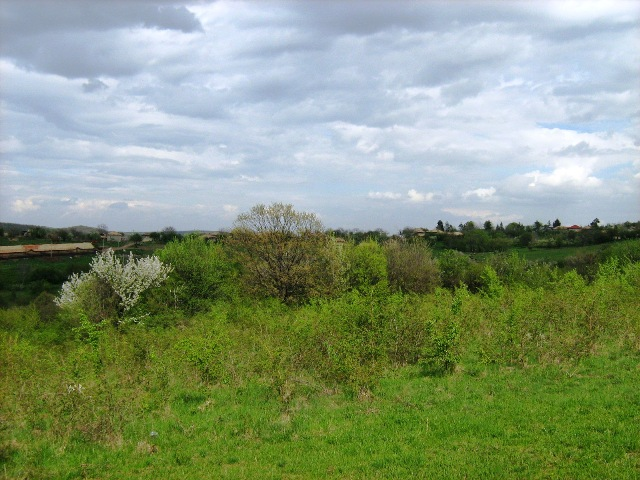
Vue du village de Gorna Kabda